# Lahszen Údáni
Lahszen Údáni (arabul: حسن ودانی); Rabat, 1959. július 14. –) marokkói válogatott labdarúgó.

## Pályafutása

### Klubcsapatban
Rabatban született. 1977 és 1988 között szülővárosa csapatában a FAR Rabatban futballozott, melynek tagjaként 1984-ben, 1987-ben és 1989-ben megnyerte a marokkói bajnokságot. 1985-ben a CAF-bajnokcsaptok-Afrika-kupája serlegét is elhódította csapatával. 1988 és 1990 között az Union Tuarga Sport játékosa volt. 1990 és 1991 között FUS Rabat együttesét erősítette. 1991 és 1992 között a Raja Beni Mellal labdarúgója volt. 

### A válogatottban
1980 és 1989 között 42 alkalommal játszott a marokkói válogatottban és 1 gólt szerzett. Tagja volt az 1984. évi nyári olimpiai játékokon szereplő válogatott keretének. Részt vett az 1986-os, valamit az 1988-as afrikai nemzetek kupáján és az 1986-os világbajnokságon, ahol az NSZK elleni nyolcaddöntőben kezdőként lépett pályára.

## Sikerei, díjai
FAR Rabat
- Marokkói bajnok (3): 1983–84, 1986–87, 1988–89
- CAF-bajnokcsaptok-Afrika-kupája győztes (1): 1985
- Afro-ázsiai klubok kupája győztes (1): 1986